# Xã Fox, Quận Kendall, Illinois
Xã Fox (tiếng Anh: Fox Township) là một xã thuộc quận Kendall, tiểu bang Illinois, Hoa Kỳ. Năm 2010, dân số của xã này là 1.675 người.